# Ersatzstimme (Wahlrecht)
Die Ersatzstimme, auch Alternativstimme, Eventualstimme, Hilfsstimme, Nebenstimme oder Zweitpräferenz, bezeichnet im Wahlrecht (in Wahlverfahren) eine zusätzliche Stimme des Wählers, mit welcher dieser neben seiner ersten auch seine zweite Präferenz angeben kann. Sie kann nur wirken, wenn die erste Präferenz nicht wirkt; deshalb bleibt die Wahlgleichheit erhalten. Die Ersatzstimme wurde in Deutschland als mögliche Wahlrechtsreform diskutiert.
Die Wahl mit Ersatzstimme ist der einfachste Fall einer Präferenzwahl; viel Wichtiges steht deshalb nur dort. Sie ist bei der Mehrheitswahl ebenso möglich wie bei der Verhältniswahl, ob mit oder ohne Sperrklausel:
- für die Wahl von Kandidaten: Die Ersatzstimme kann nur wirken, wenn der Kandidat mit der ersten Präferenz dieses Wählers nicht mehr als die Hälfte der Stimmen ersten Ranges aller Wähler bekommt. Dieses Wahlsystem ist ein Spezialfall der Integrierten Stichwahl.
- für die Wahl von Parteien: Die Ersatzstimme kann nur wirken, wenn die Partei mit der ersten Präferenz dieses Wählers keinen Sitz bekommt (unter Sperrklausel). Dieses Wahlsystem ist eine Spezialfall der Übertragbaren Einzelstimmgebung.

## Vorteile und Nachteile
Ein Vorteil von Ersatzstimmen ist die Verringerung von verschwendeten Stimmen durch die Verringerung der Erfolgswertlosigkeit von Stimmen an irrelevante Alternativen durch das Auswahldilemma bei der Wahl von Kandidaten, beziehungsweise durch die Verringerung der Erfolgswertlosigkeit durch die Sperrklausel bei der Wahl von Parteien. Die Verringerung der erfolglosen Stimmen verbessert die Wahlgleichheit und verringert die Anreize zur Strategischen Wahl. Die Ersatzstimme bei Parteiwahl erlaubt gerechtere Wettbewerbschancen nicht-etablierter politischer Parteien. Im Unterschied zu den meisten Präferenzwahlsystemen, ist bei Benutzung einer Ersatzstimme die Präferenzwahl auf zwei Ränge begrenzt, damit die Auszählung der Stimmzettel einfacher ist. Die Begrenzung auf zwei Präferenzen erlaubt eine dezentrale Auszählung, wo jeder Wahlbezirk die Anzahl der Stimmzettel jeder auftretenden Kombination von erstem und zweitem Rang tabelliert und die Wahlleitung anhand dieser Tabellen die Stimmen überträgt. Die Ersatzstimmen können auch zentral  ausgezählt werden, wo erst das offizielle Ergebnis des ersten Präferenzranges von der Wahlleitung ermittelt wird, dann zählt jeder Wahlbezirk den zweiten Präferenzrang aus. Weitere allgemeine Vorteile, Varianten und Nachteile von Präferenzwahlen werden im Artikel Präferenzwahl und den Spezialfällen Integrierte Stichwahl und Übertragbare Einzelstimmgebung erörtert.

## Anwendung in Deutschland
Im deutschsprachigen Raum sind keine Wahlen bekannt, bei denen der Wähler eine Ersatzstimme abgeben kann.
In Deutschland gab es 2015/16 im Saarland und in Schleswig-Holstein Versuche, die Ersatzstimme bezogen auf die Zweitstimme in das jeweilige Landtagswahlrecht einzuführen. In beiden Bundesländern hatten die Fraktionen der Piraten entsprechende Gesetzentwürfe eingebracht. Während der saarländische Vorstoß mit der Stimmenmehrheit von CDU, SPD und Bündnis 90/Die Grünen abgelehnt wurde, wurde der schleswig-holsteinische Gesetzentwurf intensiver diskutiert, am Ende aber ebenfalls nicht umgesetzt.
Im September 2017 gab es einen Beschluss des Bundesverfassungsgerichts mit dem Tenor, dass keine verfassungsrechtlich herzuleitende Pflicht des Gesetzgebers zur Einführung eines Ersatzstimmen-Wahlrechts bestehe. Diese Entscheidung wurde in Teilen der Literatur kritisiert.
Zur Verkleinerung des Deutschen Bundestages machten die drei Regierungsparteien in Deutschland im Mai 2022 den Oppositionsparteien ein „Gesprächsangebot“, das eine Ersatzstimme vorsieht bezogen auf die Erststimme, um Überhangmandate ganz zu vermeiden: Wenn in einem Wahlkreis eine Partei über die Erststimmen (neu „Personstimmen“) mehr Mandate erzielt als über die Zweitstimmen (neu „Listenstimmen“), sollen diese Erststimmen verfallen. Dann soll die – nun unter Berücksichtigung der Ersatzstimme – nächstplatzierte Person einziehen, dies aber nur dann, wenn durch Listenstimmen gedeckt.